# 鞠殷
鞠殷，五胡十六国時代前燕人物，東萊郡人。前燕大長秋鞠彭之子。
鞠殷在前燕担任尚書左丞。356年十一月，以鞠殷東萊郡太守。鞠彭给儿子鞠殷致書，让他探寻王弥、曹嶷的子孫，加以招撫，不要纠缠旧怨，以斩断祸乱的原因。鞠殷在山中找到王弥从子王立、曹嶷之孫曹岩，与他们会面，深加交流。鞠彭再派遣使者，送给他们車馬衣服。之后，東萊郡民得以和平安寧。